# مياوث
ميوث (بالإنكليزية:Meowth) هو بوكيمون ناطق ويتحدث كالبشر وهو أحد أعضاء عصابة الرداء الابيض التي تتكون من جيسي وجيمس.

## روابط خارجية
- ميوث
- مياوث في قاعدة بيانات الأفلام على الإنترنت